# Flavio Presidio
Flavio Presidio (latino: Flavius Praesidius; fl. 494) è stato un politico romano, console del 494, con Turcio Rufio Aproniano Asterio, entrambi scelti dalla corte ostrogota.